# Sent Amand de Borgonnuòu
Sent Amand Jartodés (en francès Saint-Amand-Jartoudeix) és una localitat i comuna de França, a la regió de la Nova Aquitània, departament de la Cruesa.
La seva població al cens de 1999 era de 189 habitants. Està integrada a la Communauté de communes de Bourganeuf-Royère-de-Vassivière.

## Demografia
| 1968 | 1975 | 1982 | 1990 | 1999 |
| ---- | ---- | ---- | ---- | ---- |
| 310  | 277  | 240  | 236  | 189  |

## Administració
| Període   | Identitat         | Partit |
| --------- | ----------------- | ------ |
| 2001-2008 | François Lavergne |        |
| 2001-     | Marcel Courtine   |        |